# Dripping Springs, Texas
Dripping Springs là một thành phố thuộc quận Hays, tiểu bang Texas, Hoa Kỳ. Năm 2010, dân số của xã này là 1788 người.

## Dân số
- Dân số năm 2000: 1548 người.
- Dân số năm 2010: 1788 người.